# Bombylius altimyia
Bombylius altimyia är en tvåvingeart som beskrevs av Hall och Neal L. Evenhuis 1980. Bombylius altimyia ingår i släktet Bombylius och familjen svävflugor. Inga underarter finns listade i Catalogue of Life.